# تپه راوخ ۲
تپه راوخ ۲ مربوط به دوره ساسانیان - سده‌های اولیه دوران‌های تاریخی پس از اسلام است و در شهرستان اسفراین، بخش بام و صفی آباد، دهستان صفی آباد، حاشیه شرقی روستای راوخ واقع شده و این اثر در تاریخ ۲۶ اسفند ۱۳۸۷ با شمارهٔ ثبت ۲۶۱۹۴ به‌عنوان یکی از آثار ملی ایران به ثبت رسیده است.